# Paul Meinhold
Paul Meinhold (Niederwürschnitz, 31 mei 1909 – 7 augustus 1978) was een Duits componist, arrangeur en dirigent.
Na zijn muziekopleiding in Stollberg/Erzgeb. en in Chemnitz werkte hij als muzikant en als dirigent in verschillende militaire muziekkapellen en civiele harmonieorkesten mee. Na de Tweede Wereldoorlog werkte hij als dirigent in de Duitse deelstaat Baden Württemberg. Toen begon hij ook klassieke werken en popmuziek voor harmonieorkest te bewerken, maar hij schreef ook eigen composities voor harmonieorkest.

## Composities

### Werken voor harmonieorkest
- 1949 Weihnachtliche Festmusik
- 1961 Penthesilea, symfonisch fragment
- 1962 Drei steirische Tänze
- Glenn-Miller-Story, selectie
- Grüsse aus Amerika, selectie
- Hinaus in die Ferne, selectie